# Жан д'Ібелін (Яффський)
Жан д'Ібелін (фр. Jean d'Ibelin; 1215 — 7 грудня 1266) — граф Яффи і Аскалона, відомий правознавець і автор найважливішого правового трактату Єрусалимського королівства. Син Філіпа д'Ібеліна, бальї Кіпрського королівства, та Аліси Монбельяр, племінник Жана I д'Ібеліна, «старого сеньйора Бейрута». Щоб відрізняти від його дядька та інших членів родини Ібелінів на ім'я Жан, його іноді називають Жан Яффський.

## Сім'я та ранні роки
Його сім'я була першою гілкою Ібелінів, яка оселилася на Кіпрі, оскільки його батько Філіп д'Ібелін був регентом Кіпрського королівства у 1218—1227 роках. У 1229 році Жан разом зі своєю сім'єю змушений був залишити Кіпр, коли Фрідріх II, імператор Священної Римської імперії конфіскував володіння д'Ібелінів на острові. Вони тимчасово оселилися в північній Палестині, де їхня династія також мала володіння. Жан брав участь у битві при Казаль-Імберт, де його дядько Жан I д'Ібелін був розбитий Ріккардом Філаньєрі, представником Фрідріха II на сході. Близько 1240 року він одружився з Марією Барбарон, сестрою короля Кілікійської Вірменії Гайтона I і зовицею Генріха I, короля Кіпру. У 1241 році він, ймовірно, був відповідальним за розробку проєкту компромісу між Ібелінами та імператором, згідно з яким Симон де Монфор, 6-й граф Лестер мав стати бальї королівства. Ця пропозиція не була реалізована і Симон так і не прибув до Святої Землі. Ібеліни й далі ворогували з Гогенштауфенами, і в 1242 вони захопили у своїх суперників Тир, в облозі якого Жан також брав участь.

## Участь у Хрестових походах
Незабаром після цього, приблизно між 1246 роком і початком Сьомого хрестового походу, Жан став графом Яффи та Аскалона та сеньйором Рамли. Рамла була старим володінням Ібелінів, але графство Яффа і Аскалон належали іншим династіям, а конкретніше — нещодавно вбитому Готьє IV Брієнському, чий син Жан, граф Брієнн (племінник короля Генріха II) був витіснений Ібелінами зі своїх володінь. Це, мабуть, сталося тоді, коли кіпрський король Генріх I, двоюрідний брат Жана, став регентом Єрусалима і почав роздавати кіпрським баронам землі на континенті, щоб створити там базу лояльних собі людей. Яффа була на той час невеликим портом, а Аскалон був захоплений мамелюками у госпітальєрів у 1247 році.

У 1249 Жан приєднався до Сьомого хрестового походу і брав участь у взятті Дам'єтти Людовіком IX. Людовіка взяли в полон, коли місто відбили мусульмани, але Жан, ймовірно, уникнув тієї ж долі. Людовік був випущений на волю в 1252 і вирушив з Єгипту до Яффи. Констебль і хроніст Людовіка Жан де Жуанвіль зображує Жана у прихильному світлі. Жан на той час став дуже відомим на сході лордом. Він листувався з Генріхом III і папою римським Інокентієм IV, який підтвердив дарування Жану володінь Генріхом I.

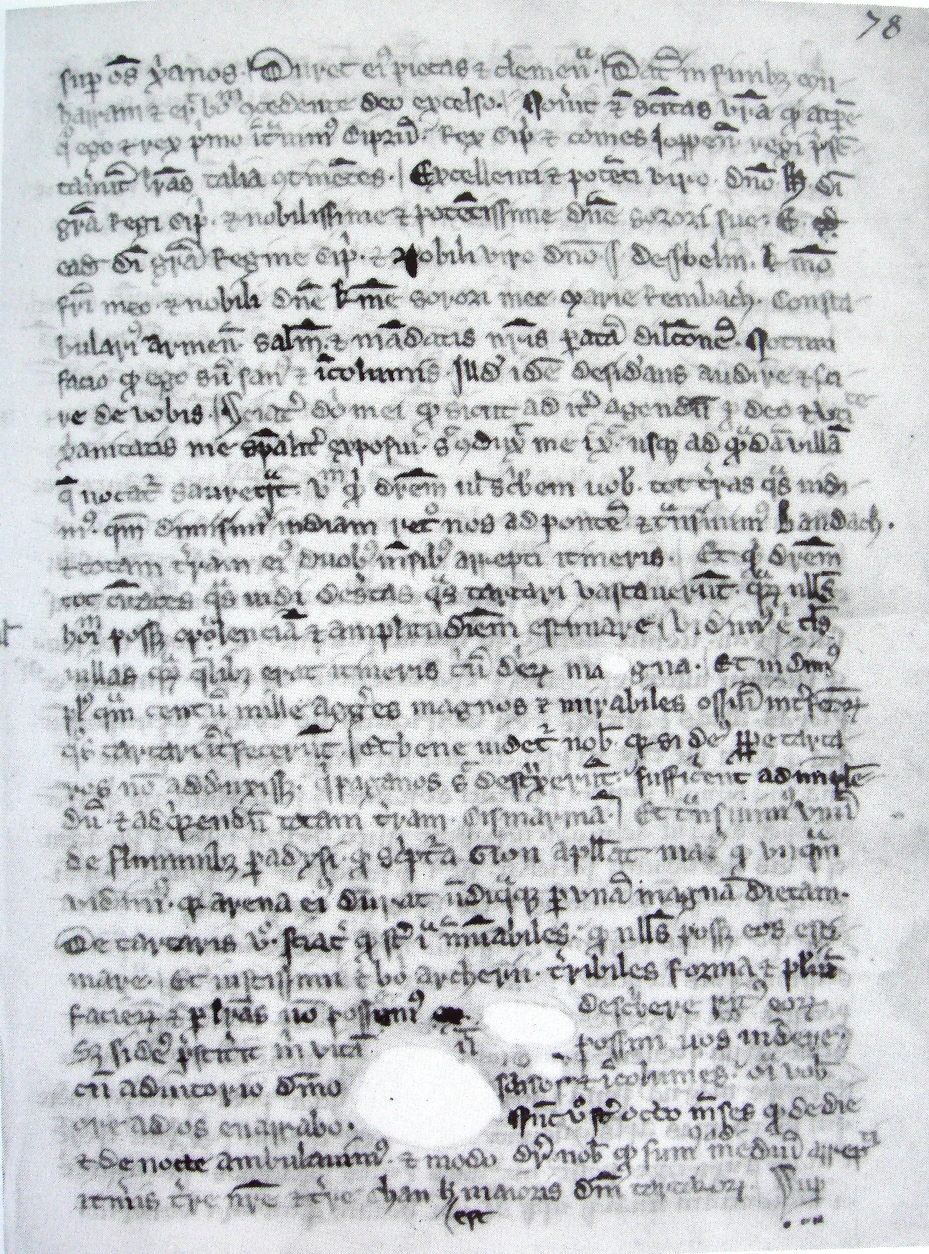
Лист Смбата Спарапета до Жана I д'Ібеліна, його зятя.

Король Кіпру Генріх I помер 1253 року. Людовік IX повернувся до Франції в 1254 році, залишивши Жана бальї Єрусалимського королівства. Жан уклав мир із Дамаском і зібрав сили королівства, щоб атакувати Аскалон. У відповідь єгиптяни в 1256 починають облогу Яффи. Жан вирушив на допомогу місту і здобув перемогу, після чого відмовився від посади бальї на користь свого кузена Жана д'Ібеліна, сеньйора Арзуфа.
Тим часом між торговельними громадами морських республік Генуї та Венеції, які проживали в Акрі, розгорівся конфлікт, який увійшов в історію під назвою «Війна Святого Сави». Жан, який спочатку був на боці генуезців, згодом почав підтримував венеційців. Для того, щоб відновити порядок у королівстві, Жан і Боемунд Антіохійський закликали прийняти регентство за малолітнього короля Конрадина, який перебував в Італії вдовствуючу королеву Кіпру Плезанс Антіохійську. Венеційці розгромили генуезців у морській битві біля Акри в 1258 р. і після цього генуезці покинули Акру. Після прибуття в цьому ж році в Акру Плезанс та її сина Гуго II, вплив дому Ібелінів почав знижуватися. Проте, близько 1263 року Жан вступив із Плезанс у скандальний роман, що, ймовірно, спонукало папу Урбана IV відправити офіційний лист De sinu patri, де він засуджував їхні стосунки. Вважається, що дружина Жана та його діти у цей час проживали окремо від нього. Марія гостювала у своєї сім'ї в Кілікії в 1256 і 1263 роках, і померла після відвідин свого батька, Костянтин Баберона, який також перебував при смерті.
Жан мало що міг зробити в той час, як султан Єгипту Бейбарс бився з монголами в Палестині. Яффа, ймовірно, потрапила у васальну залежність від Бейбарса і той використав міський порт Яффи, щоб відправити продовольство до Єгипту. Перемир'я Жана з Бейбарсом не тривало довго, оскільки сам Жан помер 1266 року. До 1268 року Бейбарс остаточно захопив Яффу.

## Правовий трактат
Від 1264 по 1266 Жан д'Ібелін працював над великим правовим трактатом, нині відомий як «Livre des Assises» (дослівно — Збірник асизів). Цей трактат є найдовшим трактатом на той час, складеним у Леванті. Він був збіркою асизів Єрусалимського королівства, а також регламентував роботу Верховної асамблеї і суду (фр. Haute cour). Він також включав деталі про церковну і феодальну структуру королівства, як-от, наприклад, число лицарів, яке мали надавати кожен з васалів короля.

## Шлюб та діти
З Марією Вірменською (дочкою Костянтина Баберона і сестрою Гайтона I, царя Вірменії) Жан мав наступних дітей:
- Жак д'Ібелін (бл. 1240 — 18 липня 1276), граф Яффи і Аскалона з 1266, одружився з Марі Монбельяр бл. 1260
- Філіп д'Ібелін (пом. після 1263)
- Гі I д'Ібелін (бл. 1250 — 14 лютого 1304), титулярний граф Яффи і Аскалона з 1276, одружився зі своєю кузиною Марі, леді Навмахії бл. 1290
- Жан д'Ібелін (пом. після 1263)
- Гетум д'Ібелін
- Ошин д'Ібелін
- Маргарет (бл. 1245 — після 1317), абатіс Нотр-Дам-де-Тір в місті Нікосія
- Ізабель (бл. 1250 — після 1298), вийшла заміж за Сумбата Сервантікарського бл. 1270
- Марі (пом. після 1298), першим шлюбом вийшла заміж за Вахрана Гамусського, 10 жовтня 1298 повторно вийшла заміж за Григорія Тардіфа